# Hočevar
Hočevar je 26. najbolj pogost priimek v Sloveniji, ki ga je po podatkih Statističnega urada Republike Slovenije na dan 1. januarja 2010 uporabljalo 2820 oseb.

## Znani slovenski nosilci priimka
- Albina Mali Hočevar (1925—2000), partizanka, narodna herojinja
- Alojzij Hočevar, hidrograf/hidrolog; montanist?
- Andrej Hočevar (*1931), biometeorolog, klimatolog, profesor BF UL
- Andrej Hočevar (*1980), pesnik, esejist, literarni kritik, urednik
- Andrej Hočevar (*1984), hokejist
- Andreja Hočevar (*1962), pedagoginja in sociologinja, prof. FF UL
- Ani Bitenc (r. Hočevar) (1933—2024), prevajalka filmov (TV)
- Anton Hočevar (1913—1942), duhovnik in mučenec
- Barbara Hočevar, novinarka
- Borut Hočevar, novinar (ekonomija)
- Branko Hočevar (*1928), montanist, gospodarstvenik
- Ciril Hočevar (1896—1978), telovadec, učitelj,  telesnokulturni delavec, lutkar
- Ciril Hočevar (*1949), kipar, izdelovalec jadrnic
- Danijel Hočevar (*1965), filmski producent
- Darja Hočevar (*1955), pisateljica
- Deodata Hočevar (1910—1997), uršulinka, misijonarka
- Drago Hočevar (1897—1960), zdravnik anesteziolog
- Dré A. Hočevar (*1987), jazz glasbenik, tolkalist, skladatelj, raziskovalec
- Edvard (Edo) Hočevar (1926—1998), nogometaš
- Eva Hočevar, umetnica in glasbenica iz Ajdovščine
- Eva Alina Hočevar (*2002), kajakašica in kanuistka
- Evgenij Hočevar (18. stoletje), filozof skotist (frančiškan?)
- Franc Hočevar (1853—1919), matematik, fizik, pisec učbenikov
- Franc Hočevar (*1946), zdravstveni menedžer
- France ("Jurko") Hočevar (1911—1945), kulturnik, urednik, prevajalec
- France Hočevar (1913—1992), pravnik, partizan, politik, diplomat
- Grega Hočevar (*1972), tiatlonec
- Gregor Hočevar, eden vodilnih strokovnjakov na področju biološkega zobozdravstva
- Irena Hočevar Boltežar (*1958), zdravnica otorinoralingologinja
- Ivan Hočevar (1933—2021), generalpodpolkovnik JLA, (zadnji) poveljnik TO SRS
- Ivan Hočevar (*1953), policist, obramboslovec, veteran, drž. uradnik
- Jadran Hočevar, diplomat
- Janez Hočevar, slovenski izseljenec v Kanadi (odlikovan z redom za zasluge RS)
- Janez Hočevar (1922—2006), politik, diplomat
- Janez Hočevar - Rifle (*1940), igralec
- Janez Jurij Hočevar (1656—1714), skladatelj, astronom, pravnik, sodnik (mdr. zadnji sežgani slovenski čarovnici)
- Janko Hočevar (1923—2004), igralec
- Jelka Hočevar (1922—2007), argonomka
- Jernej Hočevar (1947—2012), veterinar
- Jospina Hočevar (1824—1911), podjetnica in mecenka
- Jože Hočevar (*1929), urednik, prevajalec (s Klaro H.)
- Jože (A.) Hočevar (1934—2011), publicist, urednik, knjižničar (Kp)
- Jožef Fortunat Hočevar (1793—?), skladatelj
- Jurij Hočevar (1922—2010), gozdar, lesar, gospodarstvenik
- Katarina Bogunović Hočevar (*1976), muzikologinja
- Klara Hočevar (*1923), prevajalka (z Jožetom H.)
- Kristina Hočevar (*1977), pesnica
- Kristijan Hočevar (*1999), kolesar
- Kuno Hočevar (1878—1953), gimnazijski ravnatelj, profesor
- Leopold Hočevar - Hoči (1940—1986), slikar
- Marjan Hočevar (*1964), urbani sociolog, univ. prof.
- Marjana Hočevar, amaterska gledališčnica, režiserka
- Marko Hočevar (*1962), ekonomist, univ. prof.
- Marko Hočevar (*1964), onkolog, kirurg
- Marko Hočevar (*1972), fizik, prof. FS
- Marko Hočevar (*1991), politolog
- Marta Hočevar Kuharič (1917—2011), medicinska sestra
- Martin Hočevar (1810—1886), poslovnež, mecen in politik
- Matej Hočevar, kemik
- Matej Hočevar (*1982), hokejist
- Mateja Hočevar Gregorič, jezikoslovka
- Matija Hočevar (1824—1888), duhovnik, nabožni pisec, prevajalec Sv. pisma
- Matjaž Hočevar - Hoči (?—?), kegljavec (tudi istoimenski bibliograf, r. 1951)
- Mercedes Hočevar (r. Andrič), slikarka
- Meta Hočevar (*1942), gledališka režiserka in scenografka, prof. AGRFT
- Miha Hočevar (*1963), filmski režiser
- Mika Hočevar, pisateljica in fotografinja
- Milan Hočevar (*1940), gozdar
- Miloš Hočevar (1921—1997), politični delavec
- Miran Hočevar (1921—1999), slikar
- Mirjam Hočevar, menedžerka
- Miško (Miroslav) Hočevar (1924—2001), zabavni glasbenik (kitarist, kontrabasist, skladatelj)
- Pavla Hočevar (1889—1972), učiteljica, feministka, publicistka; prevajalka
- Pija Hočevar, flavtistka
- Samo Hočevar (*1968), kemik
- Sergej Hočevar (1896—1973), slikar, grafik, likovni pedagog
- Simeon Hočevar (*1974), kanuist, trener
- Simon Hočevar (*1990), biatlonec
- Slavko Hočevar (1897—1969), farmacevt
- Slavko Hočevar (1927—1996), likovni pedagog, oblikovalec lutk
- Sonja Hočevar (*1927), sopranistka, operna pevka
- Stana Hočevar (1922—1996), biologinja
- Stanislav Hočevar (*1945), salezijanec, beograjski nadškof
- Stanko Hočevar (1896—1982) & Nika Hočevar (1911—2007), farmacevta
- Stanko Hočevar (*1947), fizikalni kemik
- Tomaž Hočevar, informatik/računalnikar
- Tončka Hočevar (—), VDC Tončke Hočevar
- Tone Hočevar (1899—1982), zdravnik, sodelavec OF, kočevski odposlanec
- Tone Hočevar (*1946), novinar, mednarodni dopisnik, TV voditelj, ljubitelj psov
- Tone Hočevar (*1951), kanuist
- Toussaint Hočevar (1927—1987), slovensko-ameriški ekonomist in zgodovinar
- Uroš Hočevar, fotoreporter, publicist (estetik)
- Urška Hočevar Čepin (*1985), pevka, fotomodel, ...
- Zoran Hočevar (*1944), pisatelj in slikar
- Zvonko Hočevar (?—2019), kirurg in jadralec
- Žiga Lin Hočevar (*2007), kajakaš in kanuist